# Nuclino
Nuclino（ヌクリノ）は、主にビジネスで使用されるクラウドベースのウィキと情報共有のためのシステムソフトウェアである。
NuclinoをJavaScriptで作成している会社は2015年にドイツに設立された。
注目すべき機能には、WYSIWYGコラボレーティブリアルタイムエディタと、チームの知識をグラフで視覚的に表現するものがある。Webベースのアプリケーションに加え、2018年にNuclinoはAndroidとiOS用の無料モバイルアプリを開始した。